# Bin Laden (Familie)

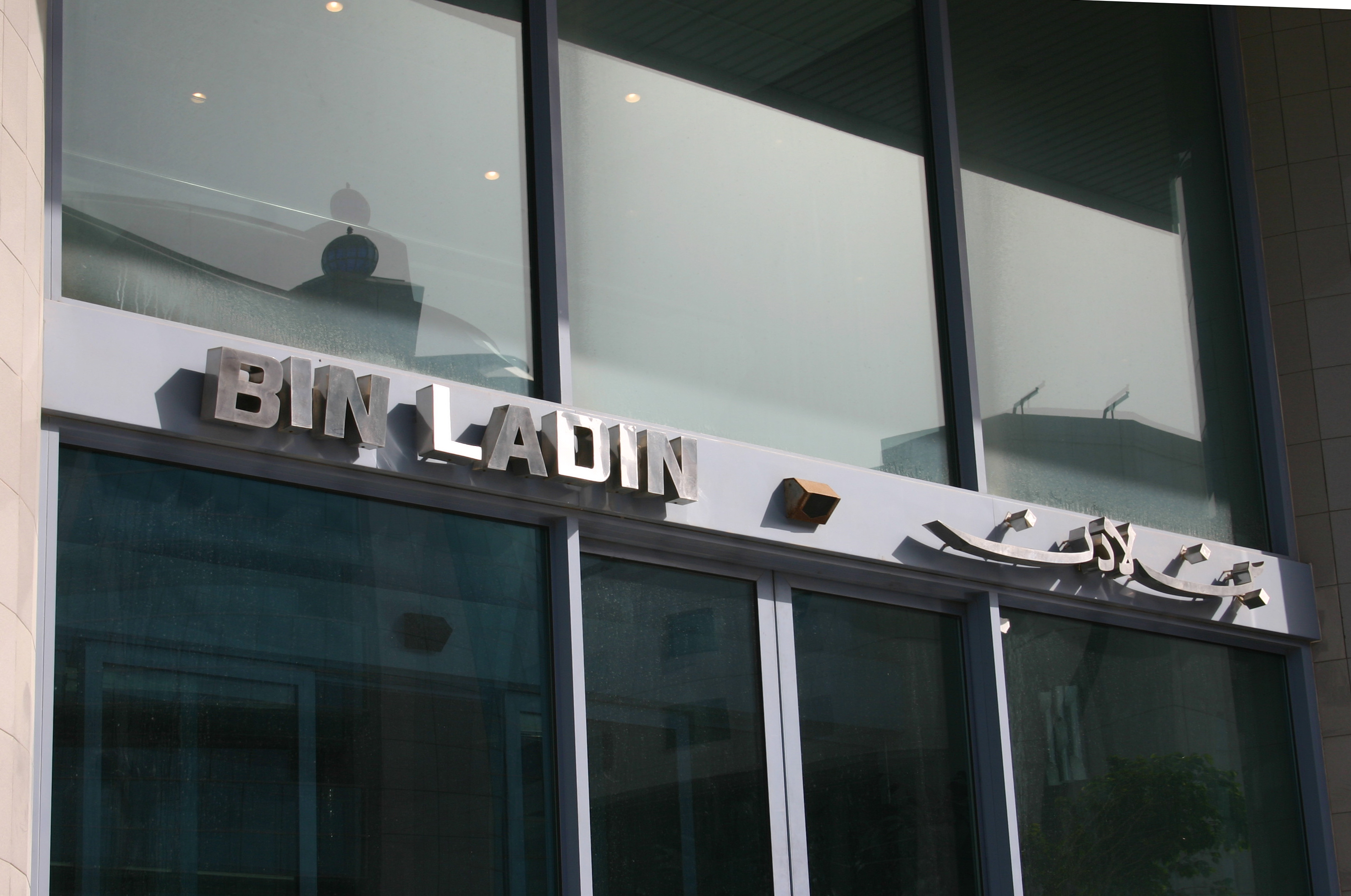
Gebäude der Familie Bin Laden in Dubai

Bin Laden (arabisch بن لادن&, alternativ: Bin Ladin) ist der Name einer saudi-arabischen Familie.
Bekannte Angehörige der Familie sind:
- Bakr bin Laden (* um 1948), Unternehmer, Halbbruder von Osama bin Laden, leitet die Saudi Binladin Group
- Carmen bin Laden (* 1947), Schriftstellerin, frühere Schwägerin von Osama bin Laden
- Mahrous bin Laden, involviert in der Besetzung der Großen Moschee 1979, danach im Familienunternehmen Saudi Binladin Group
- Muhammad bin Laden (1908–1967), Bauunternehmer, Vater von Osama bin Laden
- Osama bin Laden (um 1957/58–2011), Islamist, Gründer des Terrornetzwerks Al-Qaida
- Salim bin Laden (1946–1988), Unternehmer, Halbbruder von Osama bin Laden
- Tarek bin Laden (* 1947), Unternehmer, Halbbruder von Osama bin Laden